# Représentation d'interaction
La représentation d'interaction ou représentation de Dirac de la mécanique quantique est une manière de traiter les problèmes dépendant du temps.

## Condition d'application de la représentation d'interaction
Dans la représentation d'interaction, on applique les hypothèses suivantes :
On considère un hamiltonien ayant la forme suivante :
{\displaystyle {\hat {H}}={\hat {H}}_{0}+{\hat {V}}(t)}
où {\displaystyle {\hat {H}}_{0}} est constant dans le temps et {\displaystyle {\hat {V}}(t)} décrit une interaction perturbative qui peut dépendre du temps.
- Les états propres sont dépendants du temps
- Les opérateurs sont aussi dépendants du temps
- La dynamique des états est décrite suivant la représentation de Schrödinger tandis que la dynamique des opérateurs est décrite suivant la représentation de Heisenberg.
- La représentation de Dirac ne s'applique efficacement qu'à certains problèmes. L'exemple le plus parlant est celui des perturbations dépendant du temps.

## Propagateurs
Afin de reconnaître qu'on travaille dans la représentation d'interaction, les états et les opérateurs seront suivis de l'indice « I » (comme interaction).
Le sens de cette représentation tient en ce que la dépendance en temps due à {\displaystyle {\hat {H}}_{0}} sera prise en compte dans la dépendance explicite des observables en fonction du temps et la dépendance en temps due à {\displaystyle {\hat {V}}(t)} dans le développement de la fonction d'onde. C'est une autre façon de décrire la même physique. Ceci signifie que les grandeurs physiques significatives sont inchangées.
Il y a deux opérateurs d'évolution dans le temps :
- l'opérateur "normal" relatif à l'hamiltonien complet {\displaystyle {\hat {H}}} :

{\displaystyle {\hat {U}}(t,t_{0})=e^{-i{\hat {H}}(t-t_{0})/\hbar }}
- l'opérateur relatif à l'hamiltonien non perturbé {\displaystyle {\hat {H}}_{0}} :

{\displaystyle {\hat {U}}_{0}(t,t_{0})=e^{-i{\hat {H}}_{0}(t-t_{0})/\hbar }}

## Définition des hamiltoniens et fonction d'onde d'interaction
L'opérateur dépendant du temps {\displaystyle {\hat {A}}_{I}(t)} s'écrit comme dans la représentation de Heisenberg
{\displaystyle A_{I}(t)={\hat {U}}_{0}^{\dagger }(t,t_{0}){\hat {A}}_{S}(t_{0}){\hat {U}}_{0}(t,t_{0})={\rm {e}}^{\frac {i\,{\hat {H}}_{0}(t-t_{0})}{\hbar }}{\hat {A}}_{S}(t_{0}){\rm {e}}^{-{\frac {i\,{\hat {H}}_{0}(t-t_{0})}{\hbar }}}\,.}
l'état dépendant du temps {\displaystyle |\psi (t)\rangle _{I}} n'est accessible qu'indirectement, par réduction (dans la représentation de Schrödinger) de l'état de la dynamique complète {\displaystyle |\psi (t)\rangle _{\rm {S}}},afin de définir.
{\displaystyle |\psi (t)\rangle _{I}={\hat {U}}_{0}^{\dagger }(t,t_{0})|\psi (t)\rangle _{S}={\rm {e}}^{\frac {i\,{\hat {H}}_{0}(t-t_{0})}{\hbar }}|\psi (t)\rangle _{S}\,.}
À partir de là nous définissons aussi l'opérateur dépendant du temps {\displaystyle H_{I}(t)}:

{\displaystyle {\hat {H}}_{I}(t)={\rm {e}}^{\frac {i\,{\hat {H}}_{0}(t-t_{0})}{\hbar }}{\hat {H}}_{0}{\rm {e}}^{-{\frac {i\,{\hat {H}}_{0}(t-t_{0})}{\hbar }}}\,={\hat {H}}_{0}.}

## Équations d'évolution de la fonction d'onde et des observables
L'évolution de la fonction d'état s'écrit dans cette représentation:
{\displaystyle i\hbar {\frac {d}{dt}}|\psi _{I}(t)\rangle ={\hat {V}}_{I}(t)|\psi _{I}(t)\rangle }.
Cette équation est connue sous le nom d'équation de Schwinger-Tomonaga.
L'évolution de la grandeur physique représentée par l'opérateur A s'écrit:
{\displaystyle i\,\hbar {\frac {{\rm {d}}{\hat {A}}_{I}}{{\rm {d}}t}}=\left[{\hat {A}}_{\rm {I}}(t),{\hat {H}}_{0}\right]+i\,\hbar {\frac {\partial {\hat {A}}_{I}}{\partial t}}}
|                                                                                      |                                                         | | |
|                                                                                      | Heisenberg                                              | Interaction | Schrödinger |
| Ket                                                                                  | constant                                                | {\displaystyle \|\Psi (t)\rangle _{I}=U_{0}^{-1}\|\Psi (t)\rangle _{S}}                                                                               | {\displaystyle \|\Psi (t)\rangle _{S}=U\|\Psi (t_{0})\rangle _{S}}                                                                                    |
| Observable                                                                           | {\displaystyle A_{H}(t)=U^{-1}A_{S}U}                   | {\displaystyle A_{I}(t)=U_{0}^{-1}A_{S}U_{0}} | constant |
| Opérateur d'évolution                                                                | {\displaystyle {\hat {H}}={\hat {H}}_{0}+{\hat {V}}(t)} | {\displaystyle U(t,t_{0})=e^{-{\frac {i}{\hbar }}{\hat {H}}(t-t_{0})}} {\displaystyle U_{0}(t,t_{0})=e^{-{\frac {i}{\hbar }}{\hat {H}}_{0}(t-t_{0})}} | {\displaystyle U(t,t_{0})=e^{-{\frac {i}{\hbar }}{\hat {H}}(t-t_{0})}} {\displaystyle U_{0}(t,t_{0})=e^{-{\frac {i}{\hbar }}{\hat {H}}_{0}(t-t_{0})}} |
| Mécanique quantique : - Théorème d'Ehrenfest - Équation de Schrödinger - Propagateur |                                                         | | |